# 大和新庄藩

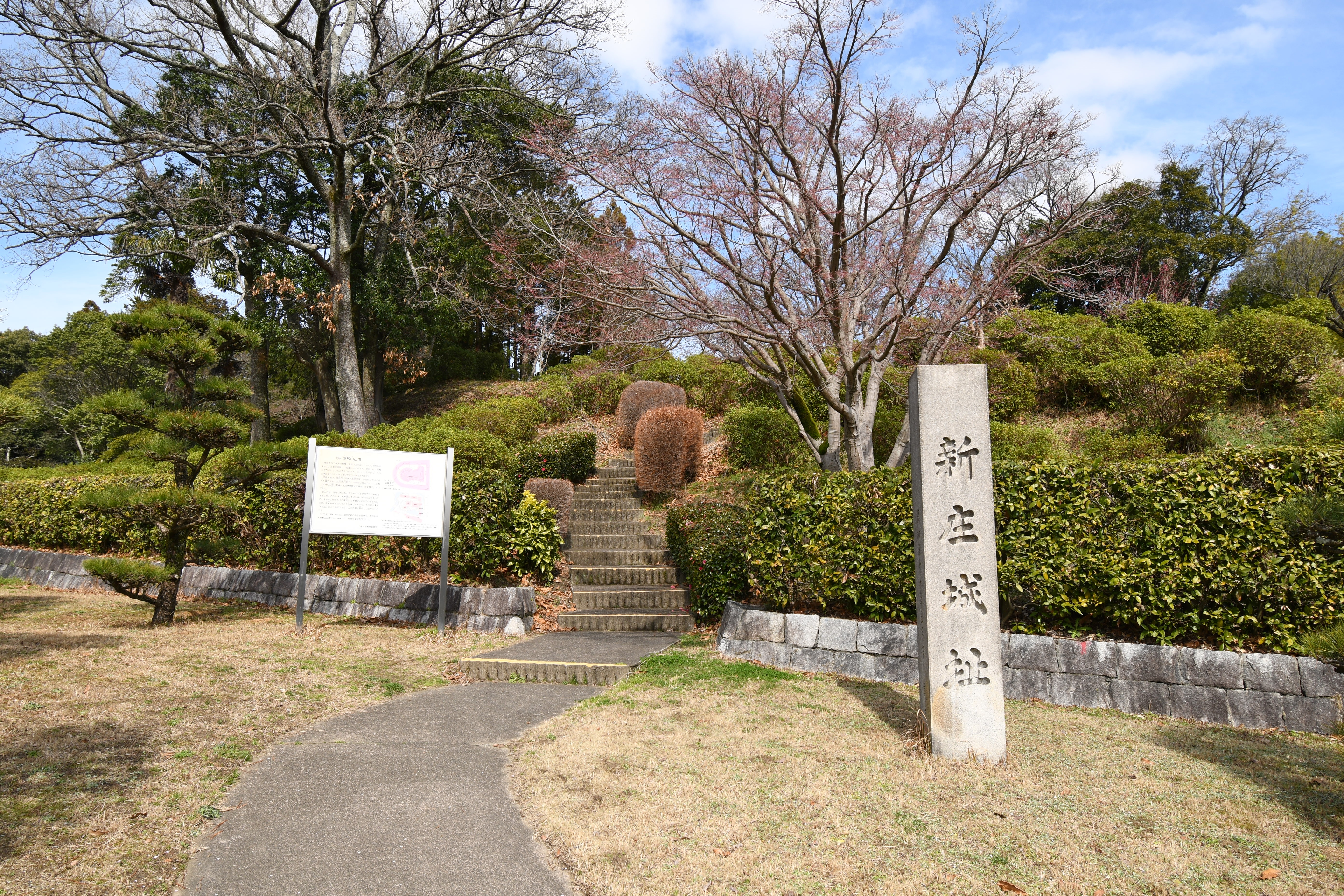
新庄城/新庄陣屋（葛城市新庄）は屋敷山古墳の墳丘を利用していた。

大和新庄藩（やまとしんじょうはん）は、大和国葛下郡新庄村（現在の奈良県葛城市新庄）を居所とした藩。関ヶ原の戦い後に外様大名の桑山家が入部し、4代約80年続いたが、1682年に改易された。新庄村は、初代藩主桑山一晴が布施郷内に新たに建設した陣屋町であり、新庄村成立以前については布施藩（ふせはん）とも称される。
また、1680年より永井氏が当地周辺で1万石を領したが、その居所も新庄とされているため、永井氏の藩も「新庄藩」と呼ばれる。ただし永井氏は定府の大名であり、新庄村に陣屋を置いたとも伝えられていない。永井氏は幕末期の1863年に葛上郡櫛羅村（現在の奈良県御所市櫛羅）に陣屋を置いたために以後は櫛羅藩（くじらはん）と称される。書籍によっては永井氏の藩を入封時にさかのぼって「櫛羅藩」と扱うこともある。

## 歴史

### 前史
室町時代後期に見られる「布施郷」という地名は、布施城（現在の葛城市寺口字布施）を発祥地とし、新庄城（現在の葛城市新庄の屋敷山古墳）を居館とした布施氏の勢力圏（おおむね現在の葛城市域中部・南部一帯）の総称とされる。布施氏は天正8年（1580年）以後織田信長に従属して2万石を知行し、その後は豊臣秀長に従ったとされる。
桑山一晴の祖父・重晴は、豊臣秀長の麾下に属した武将である。天正13年（1585年）、秀長が大和国・紀伊国などで約100万石を与えられて大和郡山城に入ると、重晴は紀伊国和歌山城の城代を務めて3万石を領した。その後、文禄4年（1595年）の秀次事件の際の功績で和泉国谷川（現在の大阪府泉南郡岬町多奈川谷川）において1万石を加増され、合計4万石の領主となった。慶長5年（1600年）の関ヶ原の役の際に桑山重晴と一晴は東軍に属して和歌山城を守り、紀伊国で西軍方の新宮城主・堀内氏善と戦った。

### 桑山氏の藩
慶長5年（1600年）に桑山重晴は致仕し、その領地4万石のうち、2万石は一晴が継いで和歌山城に入った。和泉谷川1万石は重晴の所領（隠居料）とされた。桑山元晴（重晴の二男）には1万石が与えられ、従来の知行地と合わせて1万2000石を領することとなった。
のちに桑山一晴は大和国布施郷に入部したが、その時期については、慶長5年（1600年）説（『徳川加封録』）と慶長6年（1601年）説（『寛政譜』）がある。また、一晴が4000石、元晴が2000石を重晴の隠居料として拠出したため、重晴は1万6000石、一晴は1万6000石、元晴は1万石（御所藩）の領主となったが、この分与の時期もはっきりしない。
桑山一晴は慶長9年（1604年）に伏見で没し、実弟で養子の桑山一直が1万6000石を継承した。慶長11年（1606年）に桑山重晴が没し、その遺領1万6000石は最終的に元晴（御所藩）が継承する。
布施郷に入封した一晴は屋敷山古墳周辺に陣屋を整備するとともに、陣屋東方の道穂村・桑海村（葛木村）の土地を割いて計画的な陣屋町（城下町）を建設した。陣屋町ははじめ新城村といい、やがて新庄村と称したという。一晴を継いだ一直は、居所を布施郷のうちの新庄に定めた。ただし『徳川実紀』では桑山一直・一玄を「大和国布施領主」と記している。
一直は慶長19年（1614年）および慶長20年/元和元年（1615年）の大坂の陣にて徳川方として戦功を挙げた。元和2年（1616年）4月、死に臨んだ家康は、市橋長勝（伯耆矢橋藩主）・堀直寄（信濃飯山藩主）・松倉重政（大和五条藩主）・桑山一直および別所孫次郎を呼び出し、秀忠に仕えるよう遺言した。『徳川実紀』によれば、家康は病床に松倉・市橋・桑山・堀を召し出して大坂での戦功を称えるとともに、市橋・桑山に各1万石、松倉・堀に各5000石の加増を約束したという。しかし同年末、別所孫次郎が伊東治明を酒席で殺害する事件を起こした場に一直は居合わせ、閉門処分を受けた（別所孫次郎の記事参照）。この事件の影響か、家康に呼ばれた4人の大名のうち1人だけ加増を受けていない。
一直は、娘が同族の桑山貞利に嫁いだ際、所領1万6000石のうち3000石を貞利に分与した。寛永13年（1636年）に一直が没すると、長男の一玄が跡を継いだ。
延宝5年（1677年）に一玄が隠居して長男の一尹が継いだが、この際に二男の一慶に1200石・四男の一英に800石（このほか新田分200石）が分与されたため、新庄藩は1万1000石となった。
天和2年（1682年）5月、寛永寺において徳川家綱の法会が行われた際、桑山一尹は勅使饗応役を務めたが、勅使に対して不敬のことがあったとして勘気を蒙り、改易された。一尹は弟2人（一慶・一英）に預けられ、米300俵が扶持された。

### 永井氏の藩

#### 永井尚長殺害事件と家名存続
桑山家の改易に先立つ延宝8年（1680年）6月26日、丹後宮津藩主永井尚長は増上寺で徳川家綱の大法会の事務方を務めていたが、この警備役を務めていた志摩鳥羽藩主内藤忠勝に刺し殺された。宮津藩永井家と鳥羽藩内藤家の江戸上屋敷は隣接していたが、ともに30歳前後と若かった2人は犬猿の仲であり、争いが絶えなかった。翌27日に忠勝は切腹させられ、両藩の知行地は収公された。ただし、この事件は忠勝の「失心」によるものとされ、同年8月7日には永井尚長の弟・直円（10歳）に大和国葛上・葛下・忍海3郡内で1万石が与えられて家名存続が認められた。

#### 陣屋の所在
『寛政譜』は、直円に「大和国新庄において」1万石が与えられたとしているが、この時点にはまだ新庄藩主として桑山家が存続しているため、「新庄藩」には2年間の重複期間が生じることとなる。このため、永井氏の知行地支配には検討が必要となる。
永井氏の居所は、天和3年（1683年）以降の『武鑑』でも新庄とされ、『寛政譜』編纂時の藩主・永井直方も「新庄に住す」とされている。しかし、永井家は定府の大名であり、歴代藩主の多くは幕府の職制において大番頭や大坂定番を務めている。桑山家改易後に新庄の町は幕府領となっており、永井家が桑山家時代の陣屋や武家屋敷をそのまま利用したとは考え難い。元禄3年（1690年）頃に成立した『土芥寇讎記』によれば、在所（知行地）には給人が居住せず郷役人のみが居住しており、それ以外はみな江戸詰めであるという。
永井家時代には、新庄から2km離れた葛上郡松本村（現在の御所市東松本・元町付近）に知行地管理の役所が存在していた。城下町としての政治的役割を失った新庄の町は高野街道の宿場町へと転換されていった、とする指摘もある。

#### 櫛羅への移転
文久3年（1863年）、幕府による文久の改革の余波を受ける形で、第8代藩主・永井直壮は領内の葛上郡倶尸羅村（櫛羅村、現在の奈良県御所市櫛羅）に陣屋を築いた。以後の永井家は櫛羅藩として存続した。

## 歴代藩主

### 桑山家
外様 2万石→1万6000石→1万3000石→1万1000石
1. 桑山一晴
2. 桑山一直
3. 桑山一玄
4. 桑山一尹

（改易へ）

### 永井家
譜代 1万石
1. 永井直圓
2. 永井直亮
3. 永井直国
4. 永井直温
5. 永井直方
6. 永井直養
7. 永井直幹
8. 永井直壮

（大和櫛羅藩へ）